# Hyménium

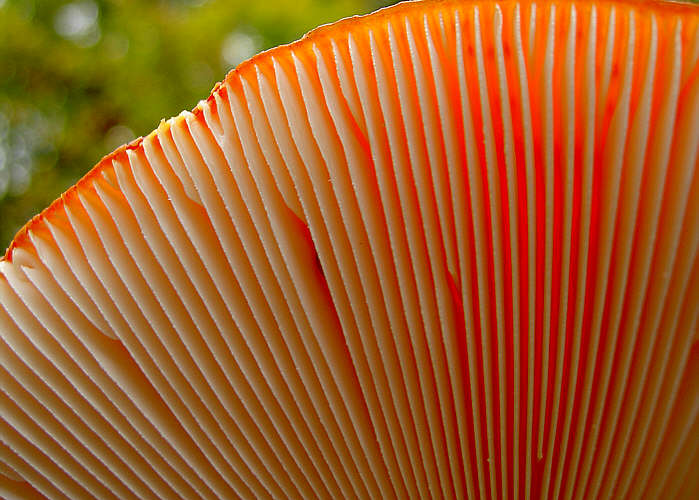
Hyménium à lamelles.

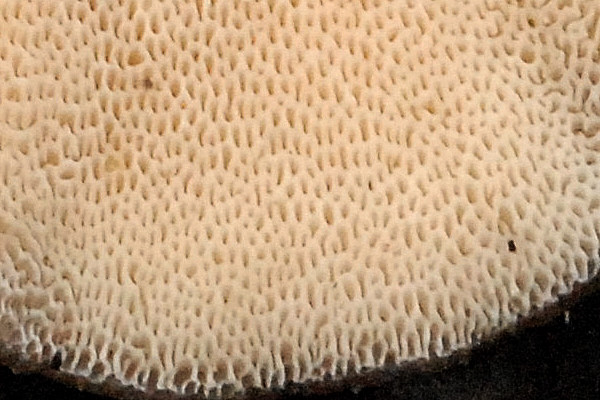
Hyménium chez les Polyporus à tubes courts.

Vous pouvez aider à l'améliorer ou bien discuter des problèmes sur sa page de discussion.
- Il ne cite pas suffisamment ses sources. Vous pouvez indiquer les passages à sourcer avec {{référence nécessaire}} ou {{Référence souhaitée}}, et inclure les références utiles en les liant aux notes de bas de page. (Marqué depuis janvier 2013)
- Il doit être recyclé. La réorganisation et la clarification du contenu sont nécessaires. (Marqué depuis janvier 2013)

- Archive Wikiwix
- Bing
- Cairn
- DuckDuckGo
- E. Universalis
- Gallica
- Google
- G. Books
- G. News
- G. Scholar
- Persée
- Qwant
- (zh) Baidu
- (ru) Yandex
- (wd) trouver des œuvres sur Wikidata

L'hyménium (du grec humenion, « petite membrane ») est la partie fertile du sporophore des champignons. C'est un pseudo-tissu porté par l'hyménophore et donnant naissance aux spores. Il peut se présenter sous le chapeau (hyménium infère), sous forme de tubes, de lames, de plis ou d'aiguillons, tapisser la face interne (face supérieure) des champignons en forme de coupe comme les Pézizes, tapisser toutes les faces externes de champignons sans chapeau (hyménium amphigène des Clavaires) ou encore constituer l'intérieur (gléba) des Vesses-de-loup.
L'hyménium des basidiomycètes est essentiellement composé de basides placées côte à côte, tandis que celui des ascomycètes comporte des asques, eux aussi dressés côte à côte.
Chez la plupart des basidiomycètes (à l'exception des gastéromycètes), l'hyménium tapisse l'extérieur de l'organe qui le porte, de sorte que les spores, une fois mûres, sont à l'air libre. C'est le cas par exemple des agarics, dont les deux faces des lamelles sont tapissées d'hyménium, mais aussi des bolets avec leurs tubes, des hydnes avec leurs aiguillons, ou des girolles, dans lesquelles l'hyménium est constitué par les plis formés à l'extrémité supérieure du pied. La partie interne et stérile des lames et des aiguillons qui porte l'hyménium se nomme la trame. Chez les champignons à pores, l'hyménium tapisse l'intérieur des tubes et la trame constitue l'extérieur.

## Formes des hyméniums
Morphologie de l'hyménium du sporophore. Les lames, tubes, plis, aiguillons et pores vont se trouver sous le chapeau.
Formes principales des appareils reproducteurs des champignons.

### Lames - Tubes - Plis - Aiguillons - Pores
On trouve cinq formes distinctes de système reproducteur sous les chapeaux des champignons; elles peuvent présenter de multiples aspects de formes complexes, de couleurs et odeurs distinctes, etc.

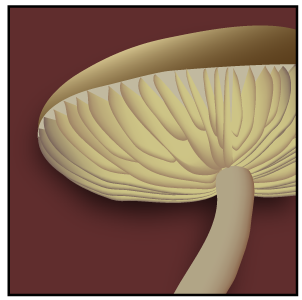
Lames lamellés
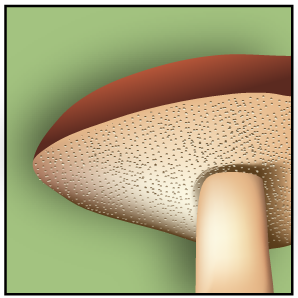
Tubes tubés
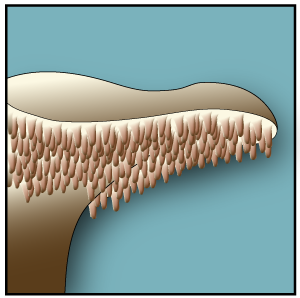
Aiguillons hydnés
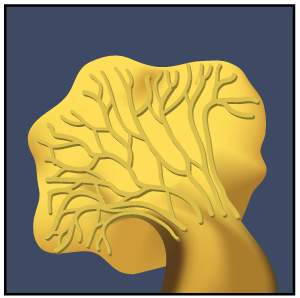
Plis plissés
Pores poroïdes

### Glèbe
Lorsque le système reproducteur est complètement entouré par la cuticule (Gasteromycètes), on parle de glèbe.
La gleba, gléba ou glèbe [français canadien] est la partie fertile interne, enfermant les basides produisant les spores chez les champignons Gastéromycètes, et dont les tissus sont dissous à maturité, laissant la place à un amas de spores pulvérulent ou gélatineux. Cette masse est entourée par le péridium (deux ou trois couches) qui doit se rompre pour libérer les spores ou utiliser l'aide d'insectes. 
Le tissu stérile basal chez les Gastéromycètes est parfois nommé subgleba.

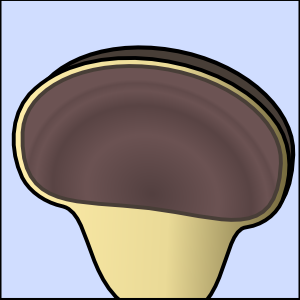
Glèbe glébal

### Hymenium lamellaire
L'hymenium est lamellaire lorsqu'il présente une morphologie de lames : s'il est normal de ne pas le préciser chez les agaricale, c'est plus étonnant quand les boletaceae présentent cette caractéristique.
Exemples:

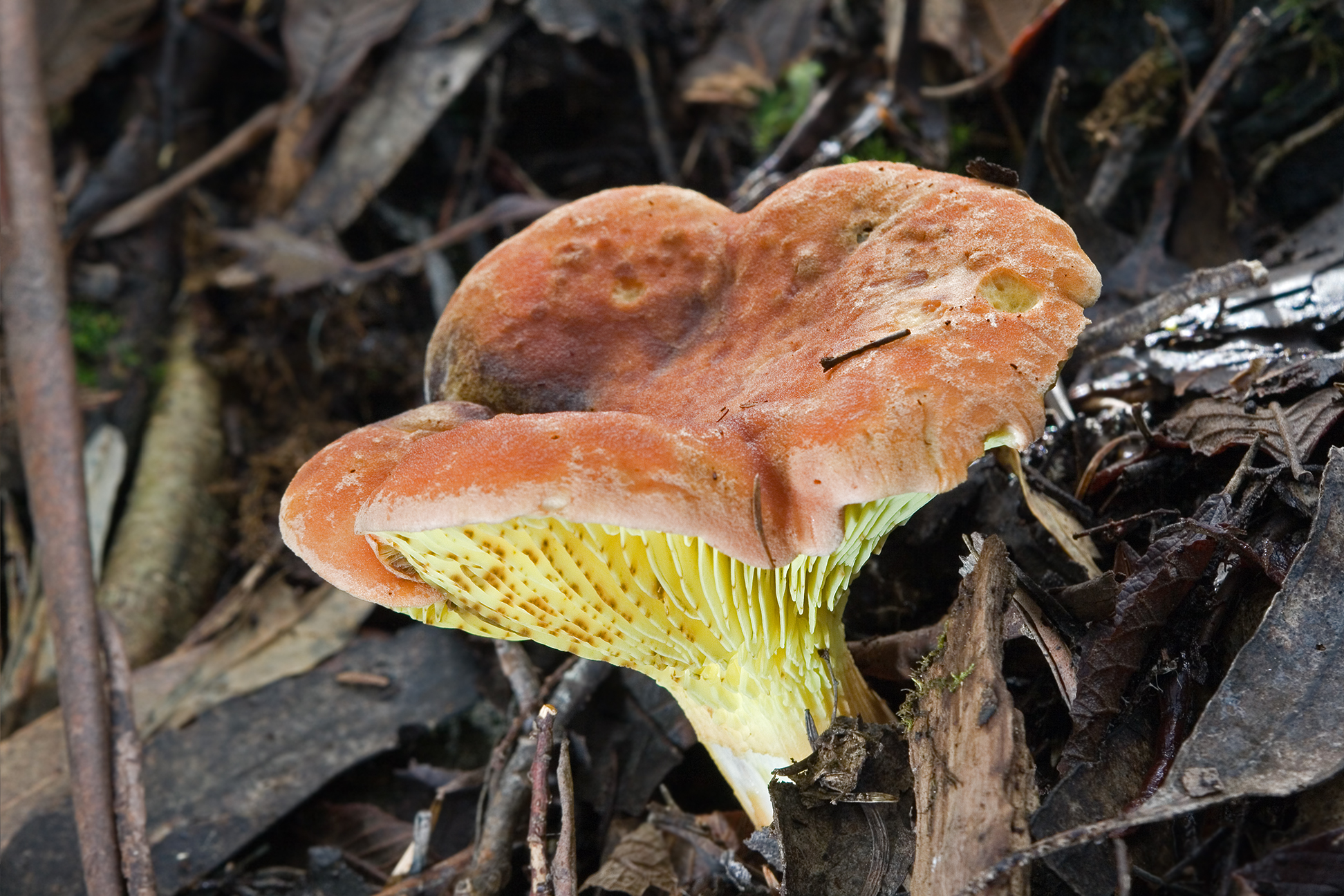
Weilangta phylloporus
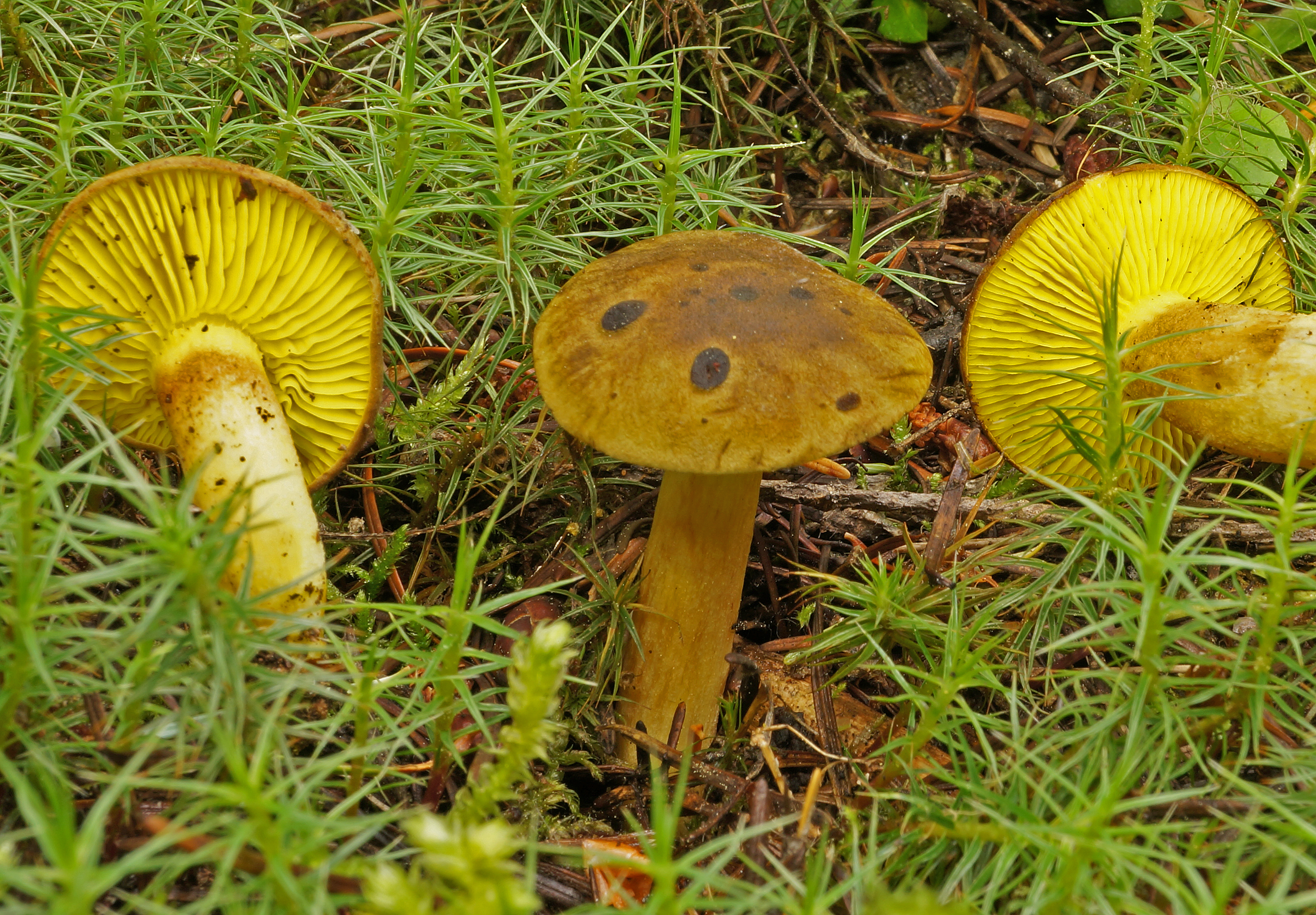
Phylloporus arenicola
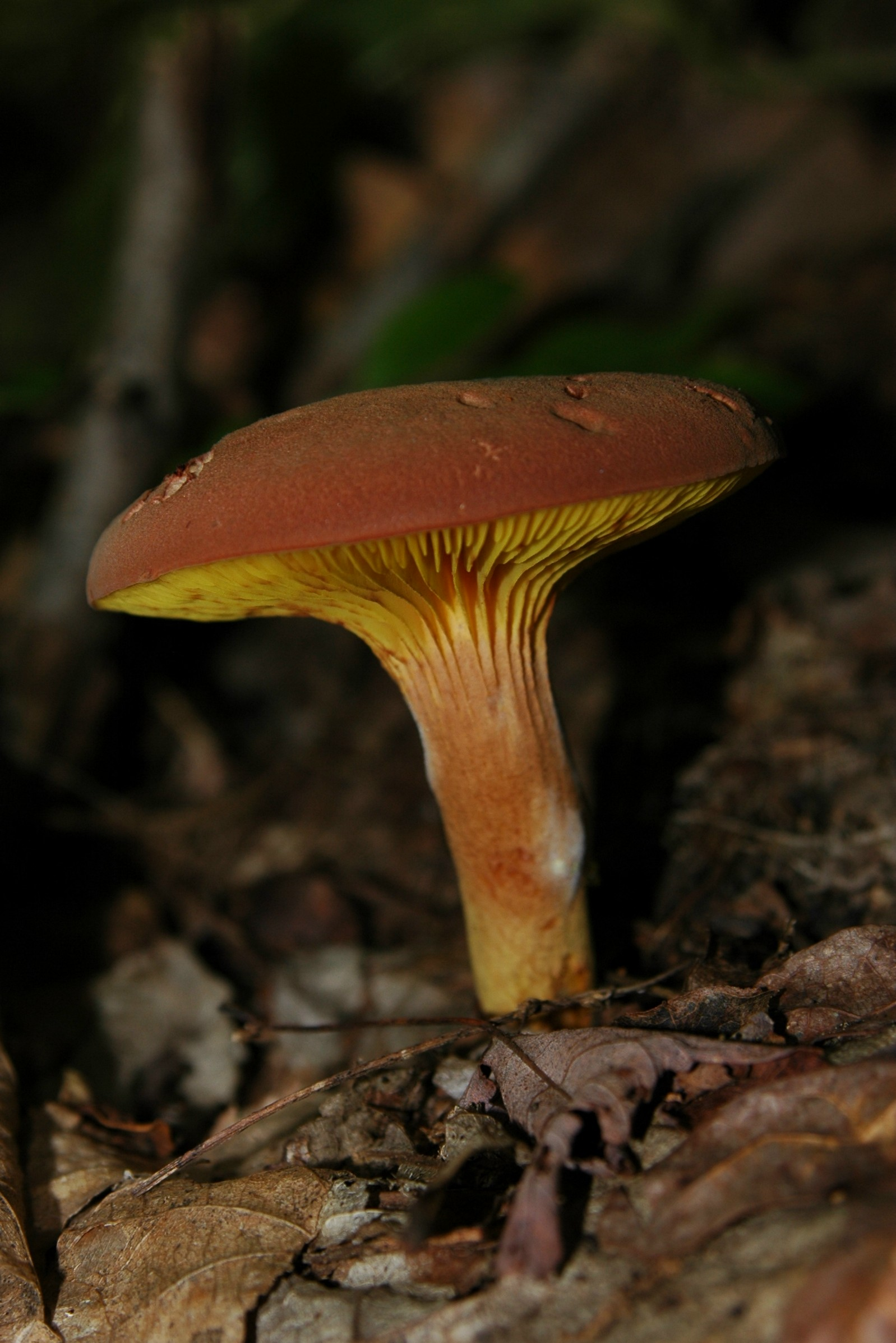
Phylloporus leucomycelinus un bolet à lames

### Hymenium tubé
Champignons qui ont des tubes sous le chapeau
- Les Boletaceae (Genres : Aureoboletus, Boletus, Buchwaldoboletus, Chalciporus, Leccinum, Phylloporus, Porphyrellus, Suillus, Tylopilus, et ex Xerocomus)
- Les Gyrodontaceae (Genres : Boletinus, Gyrodon, Gyroporus)
- Les Strobilomycetaceae (Genre : Strobilomyces)

Exemples d'hymeniums tubés
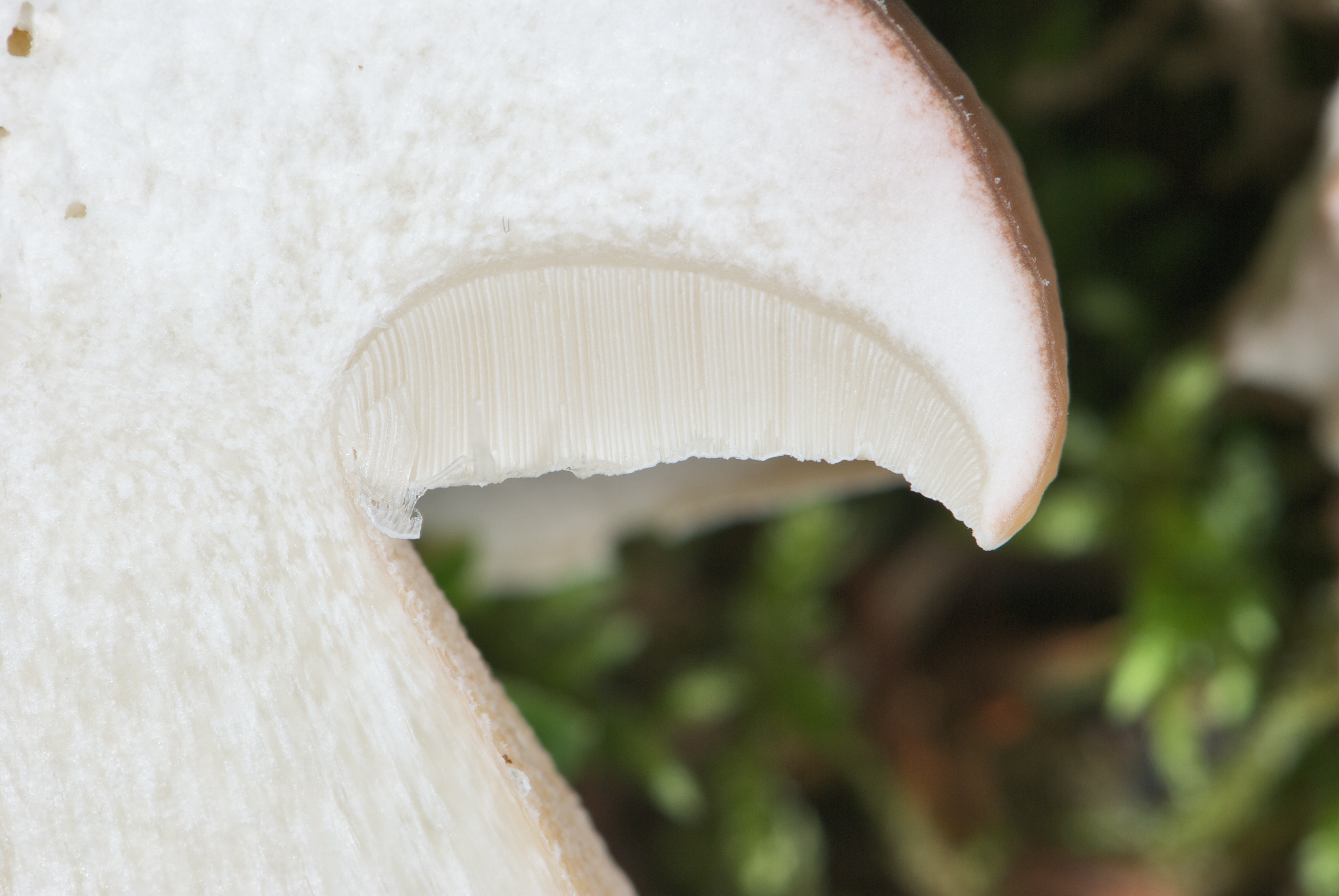
Coupe de bolet tubé
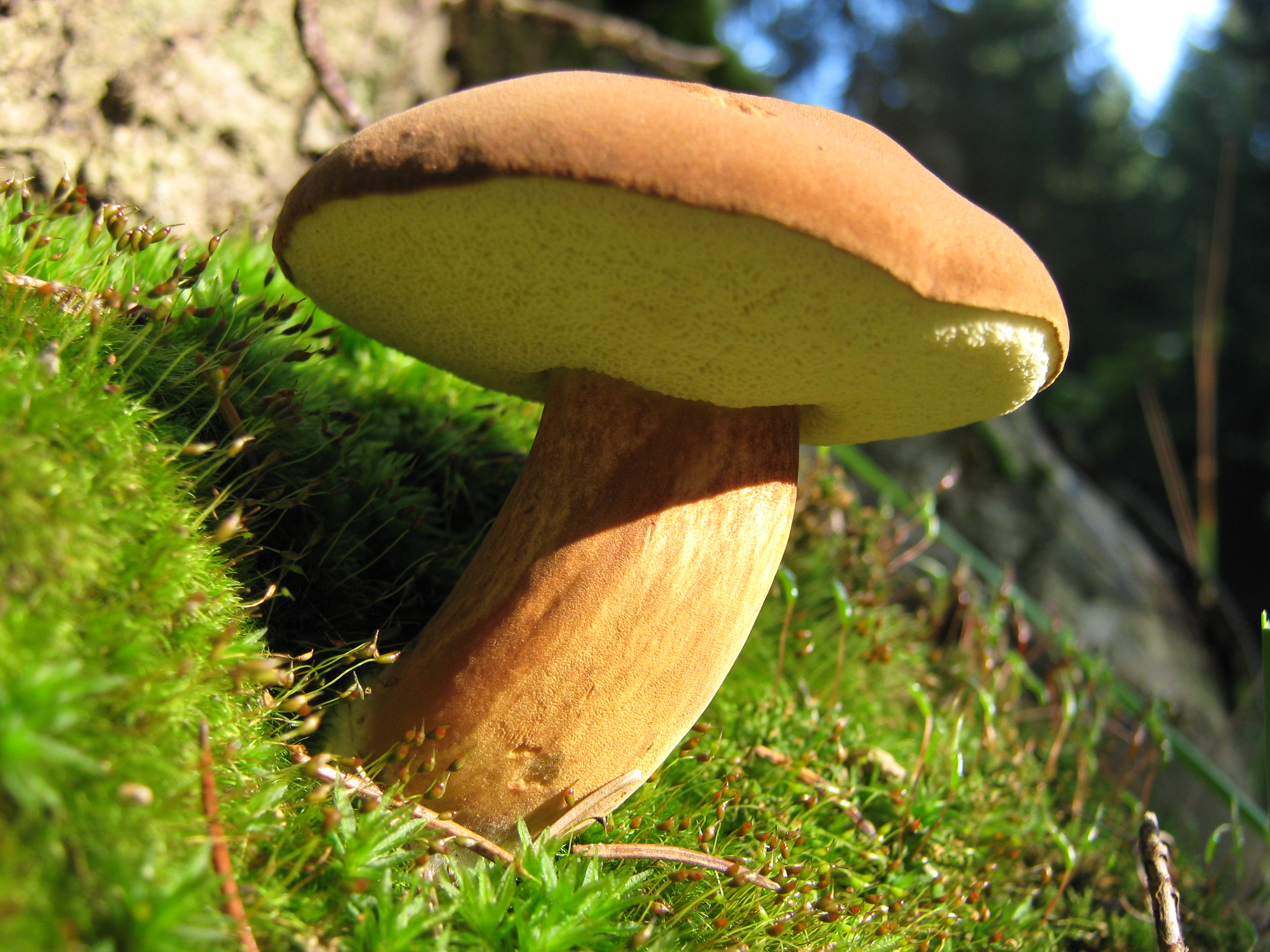
Boletus badius
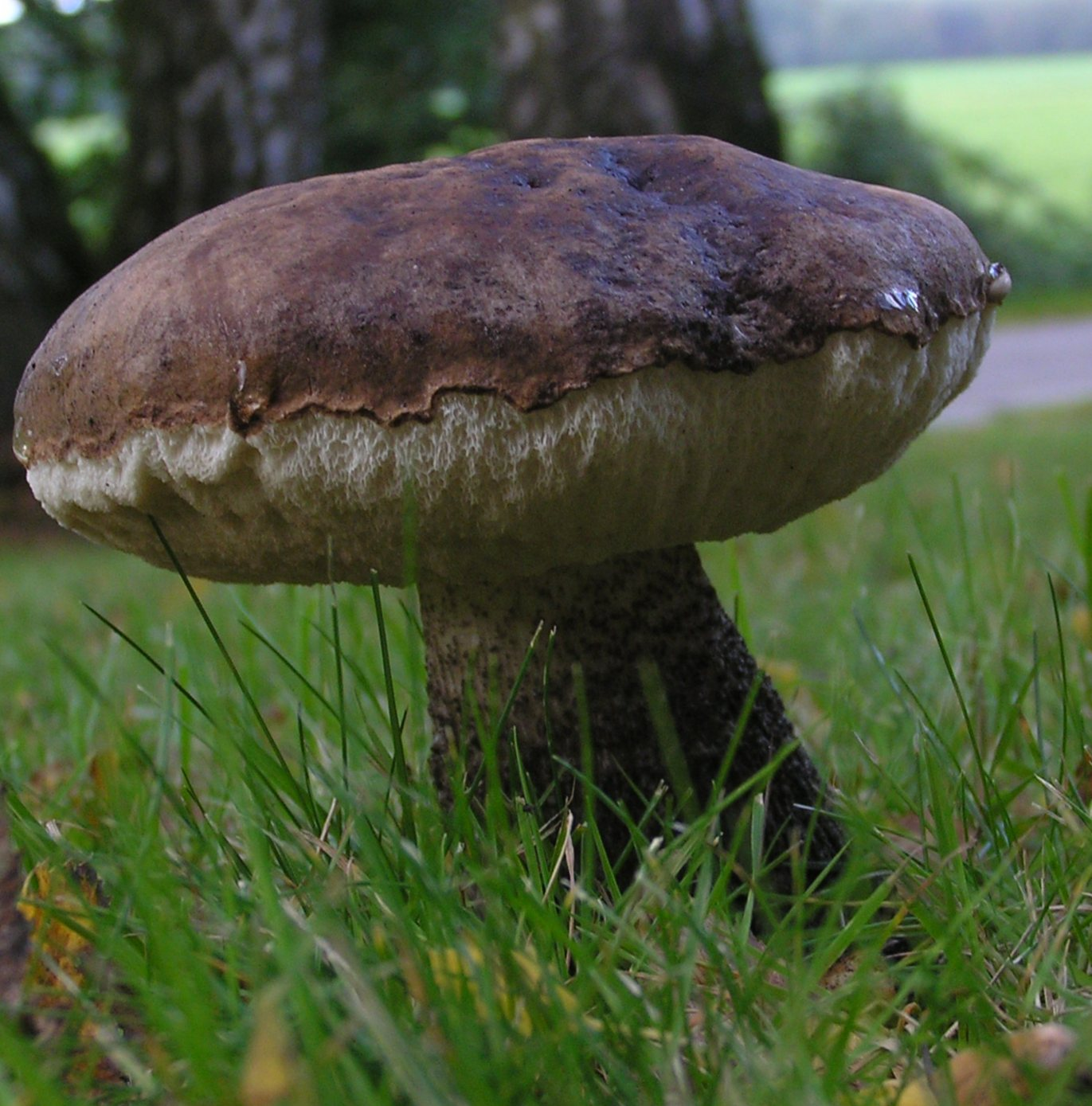
Leccinum sp.

### Hyménium plissé
L'extérieur du chapeau plus ou moins en forme de trompette à pied plein et fausses lames plissées ou ridées.
- Les Cantharellaceae (Genres : Cantharellus, Pseudocraterellus) hyménium plissé ou ridé
- Les Gomphaceae (Genres : Beenakia, Gomphus, Phaeoclavulina) :

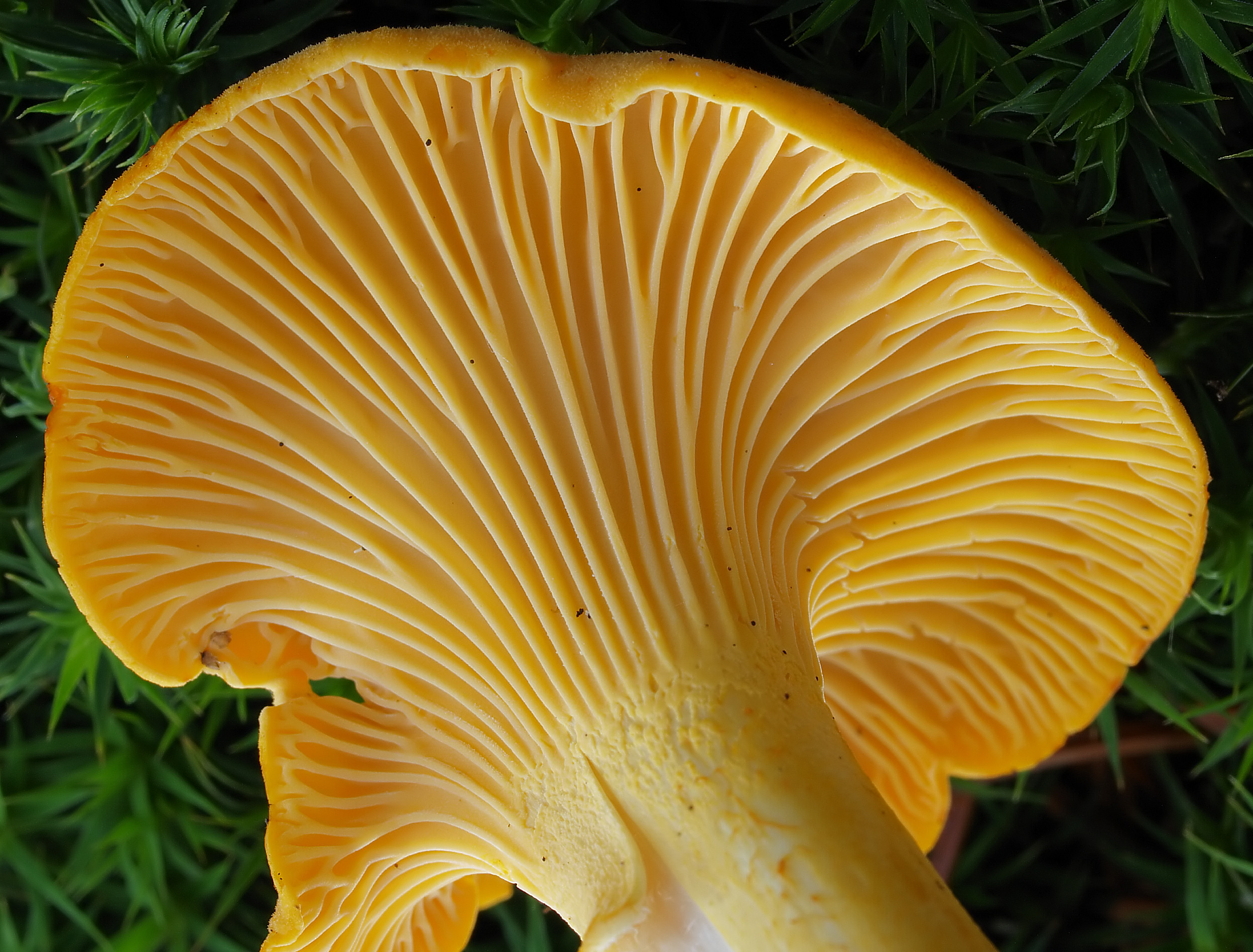
Plis décurrents Cantharellus ssp.
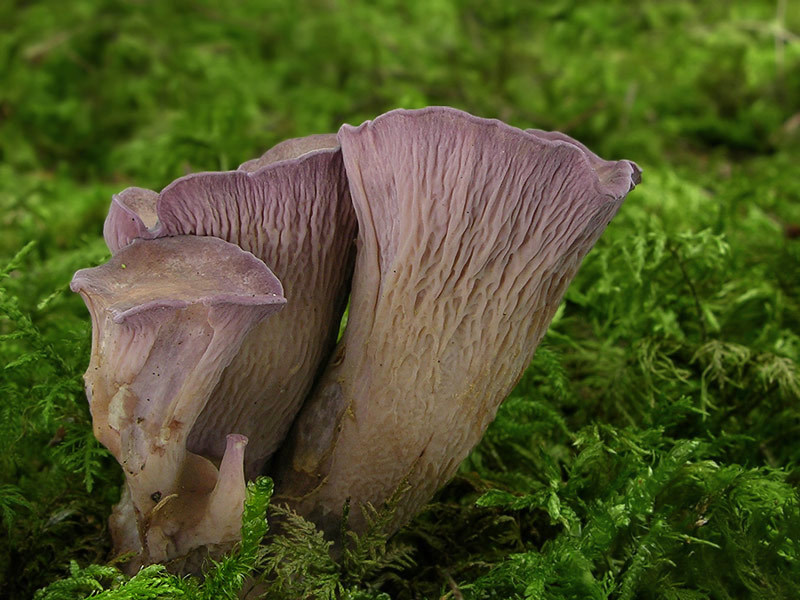
Plis fort décurrents Gomphus clavatus
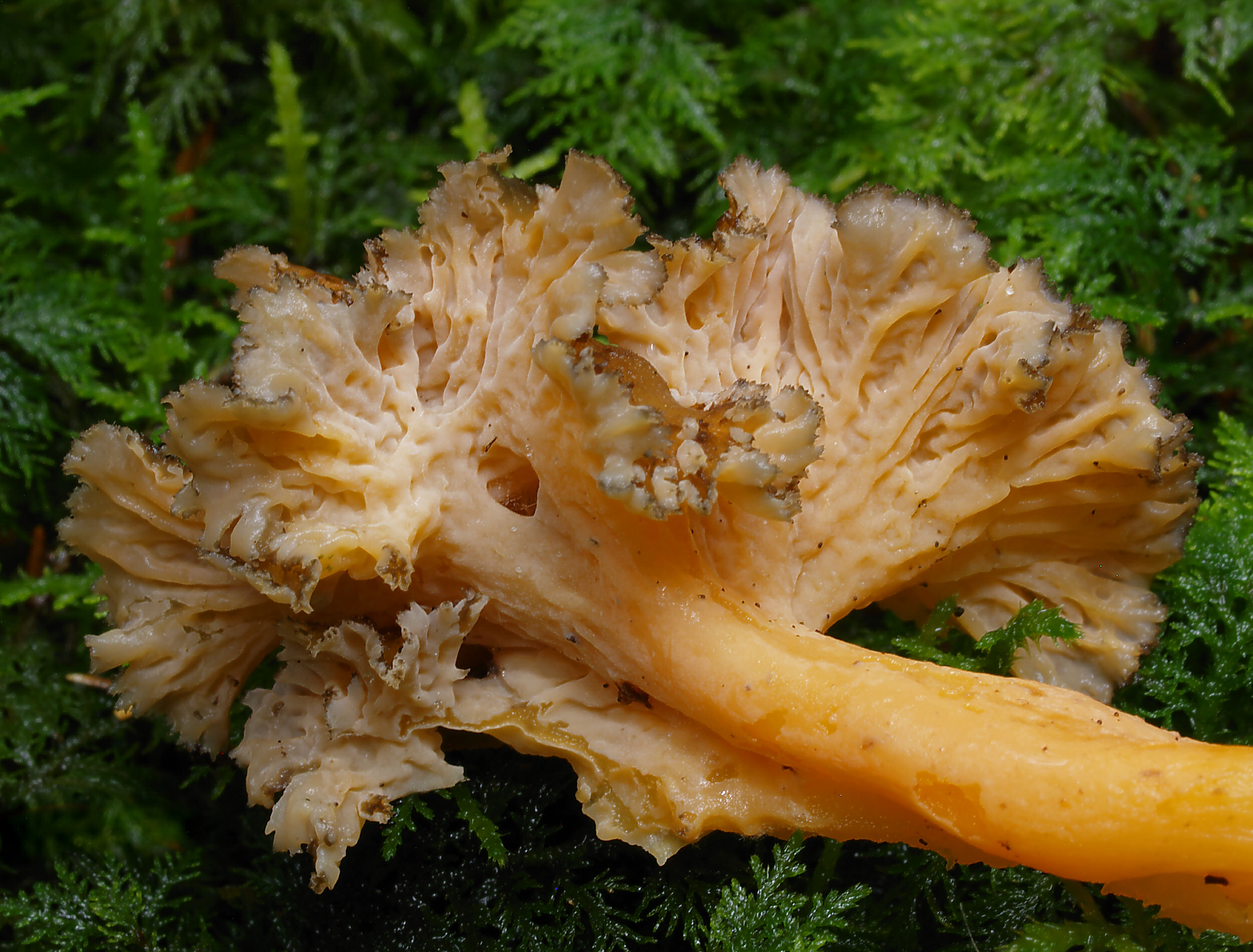
Plis ridés Craterellus lutescens

### Hyménium lisse
L'extérieur du champignon ne présente aucune aspérité.
- Les Craterellaceae (Genre : Craterellus) : en forme de trompette à pied creux, hyménium lisse ou sublisse

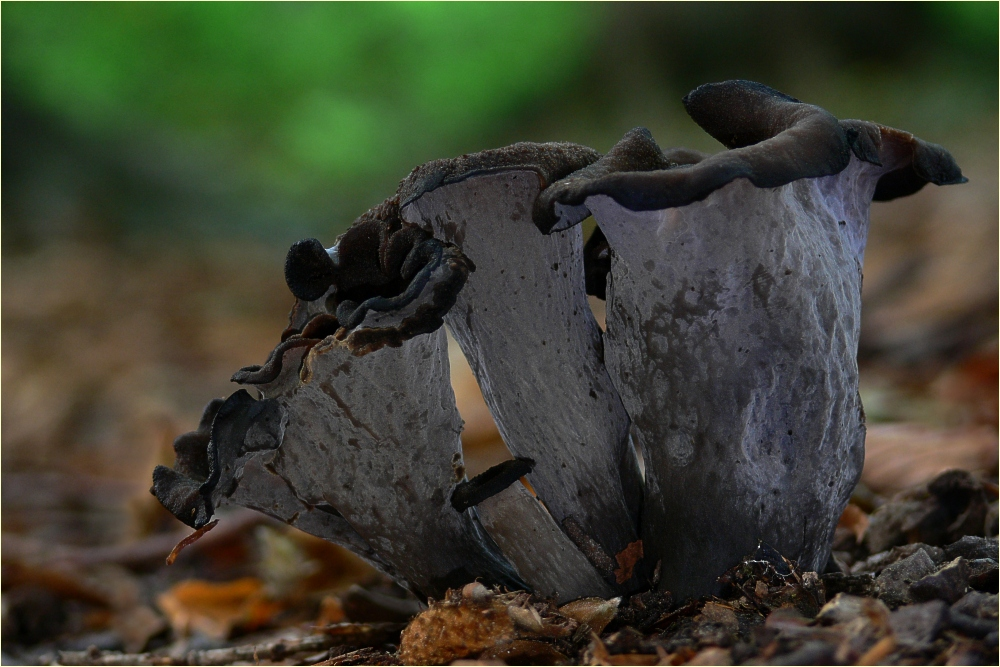
hymenium lisse Craterellus cornucopioides

### Hyménium hydné
Le chapeau soutient des aiguillons, on les trouve dans deux familles.
- Hydnaceae (Genres : Hydnum, Paullicorticium)
- Bankeraceae (Genres : Bankera, Boletopsis, Hydnellum, Phellodon, Sarcodon)

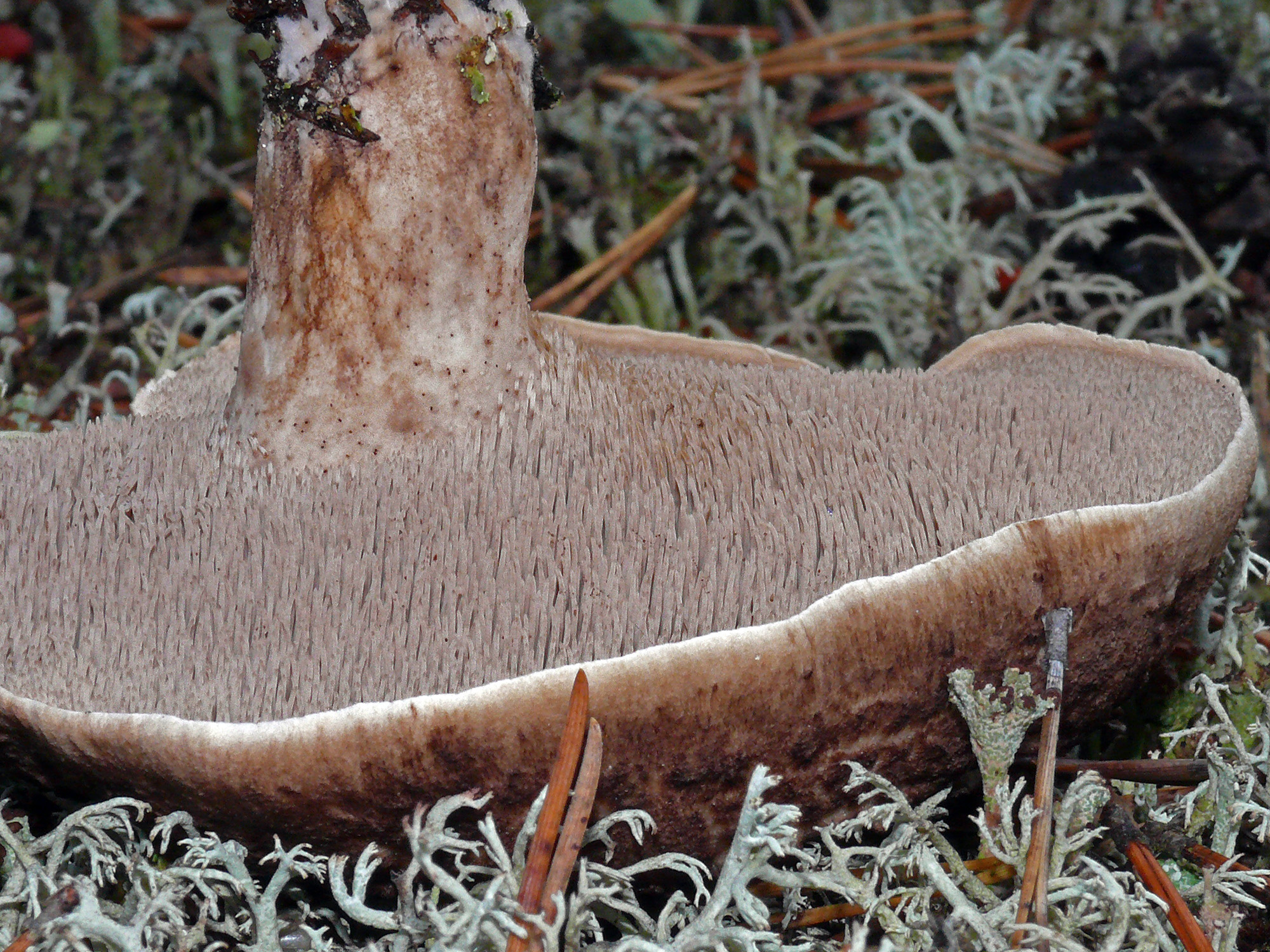
Sarcodon imbricatus
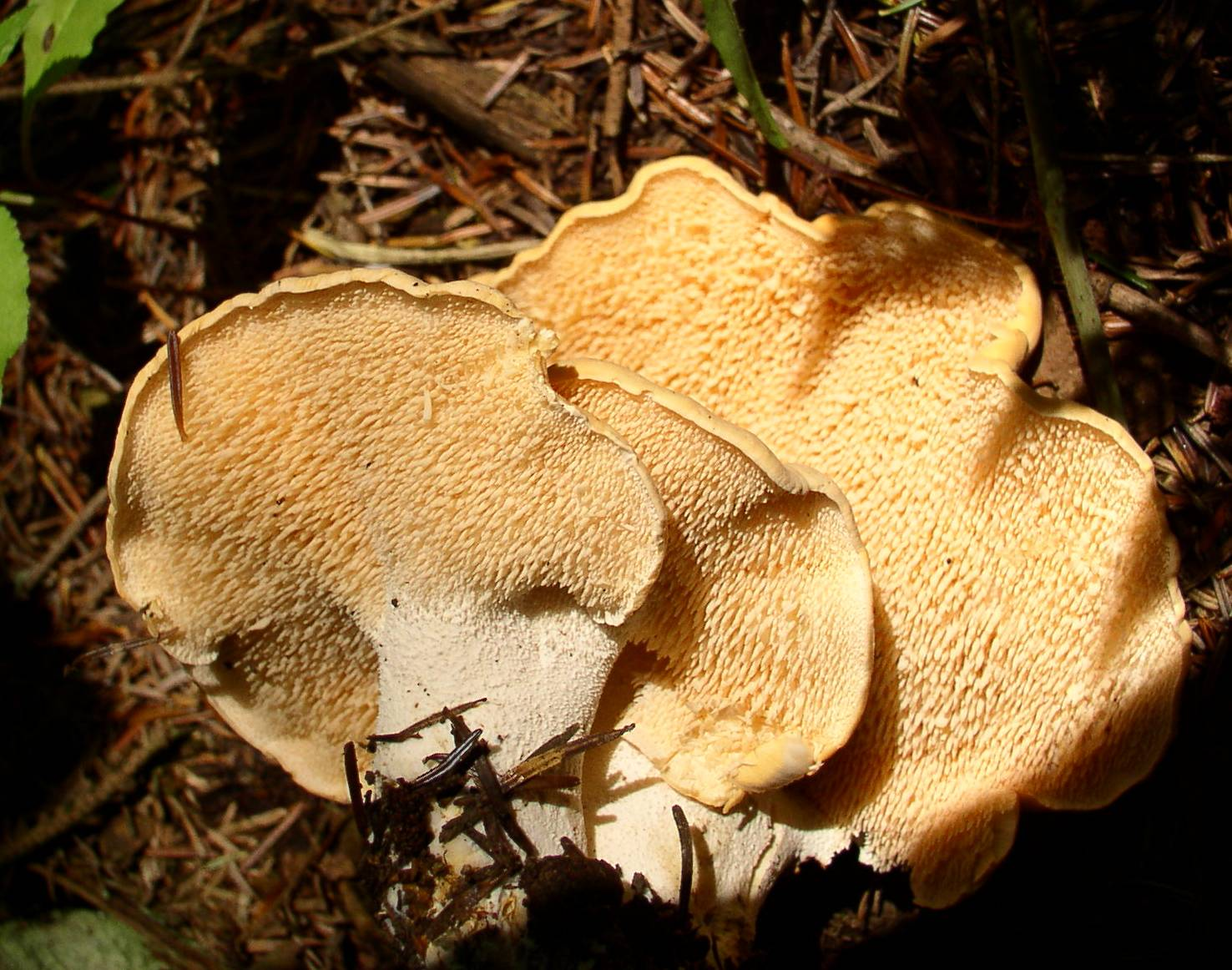
Hydnum repandum
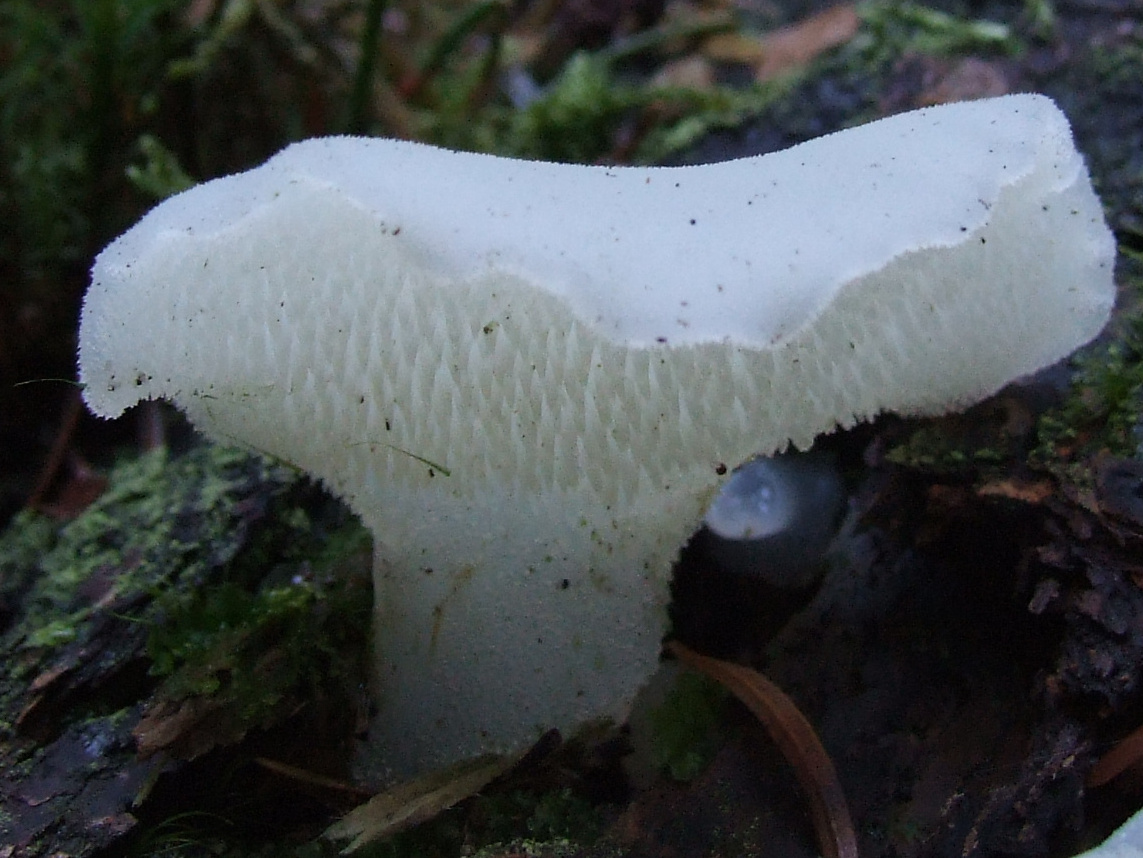
Pseudohydnum gelatinosum

### Hyménium alveolé
L'hyménium est alvéolé lorsqu'il présente une morphologie d'alvéoles :
Exemples

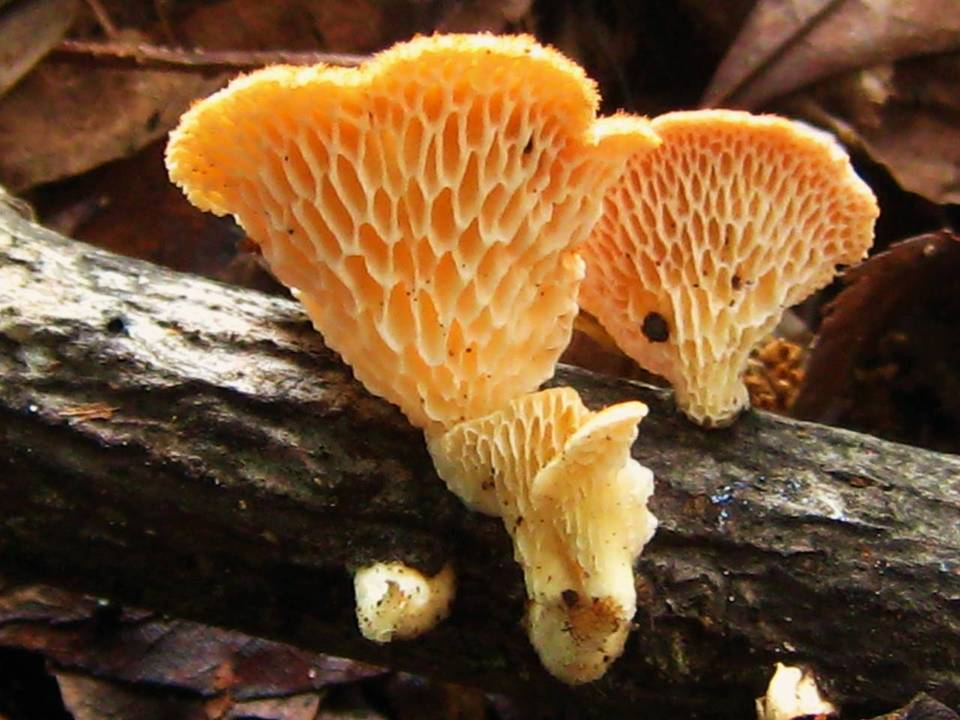
Polyporus alveolaris
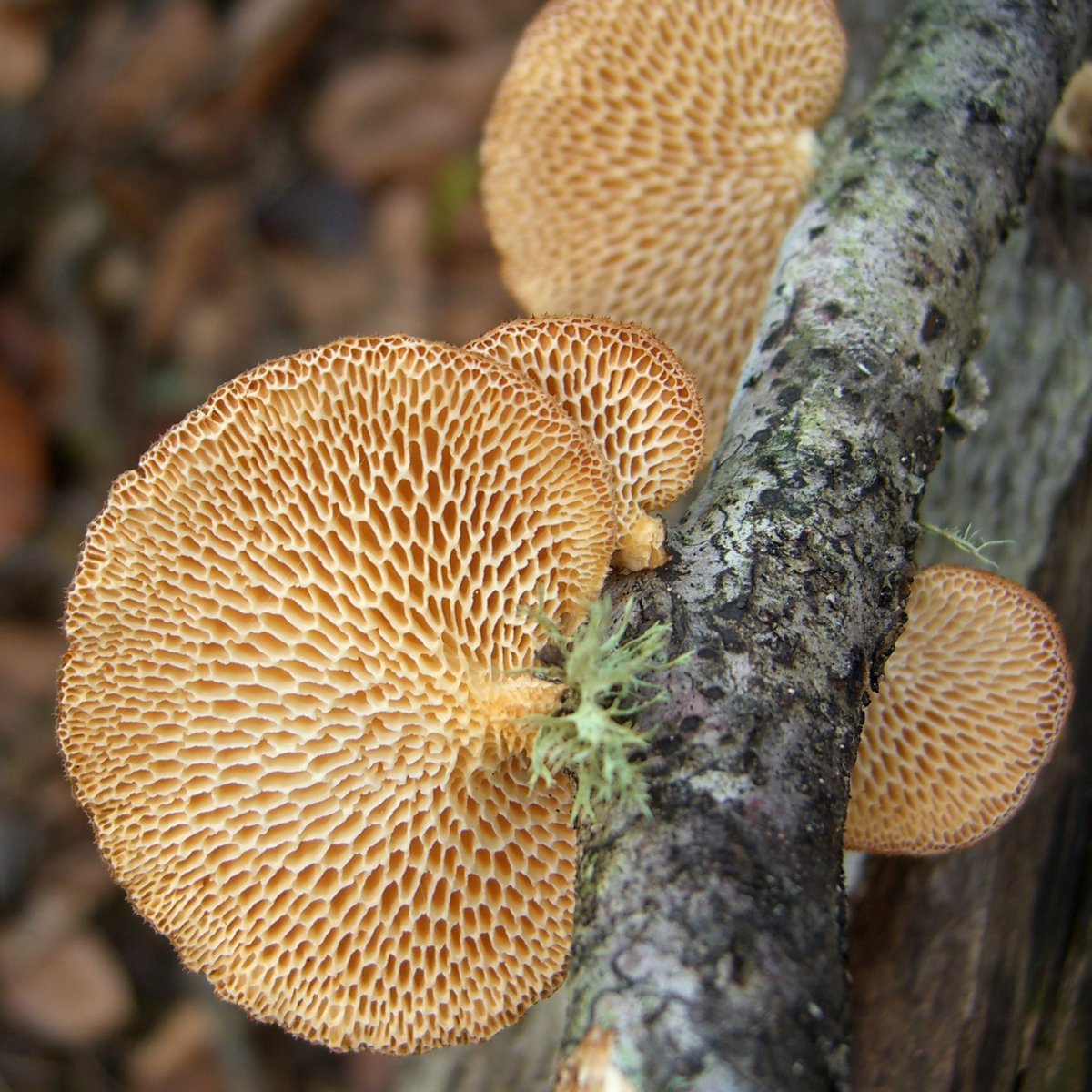
Polyporus alveolaris

## Disposition des lames, tubes plis et aiguillons au pied (stipe)
Les lames, les tubes, les plis et les picots se présentent par rapport au pied de différentes manières :
Ils sont libres s'ils ne touchent pas le pied ; adnexés s'ils sont légèrement attachés au pied ; adnés s'ils adhérent au pied de manière perpendiculaire ; subdécurrents ou décurrents s'ils descendent peu ou largement le long du pied du champignon.

libres sans attache
adnexé attache partielle
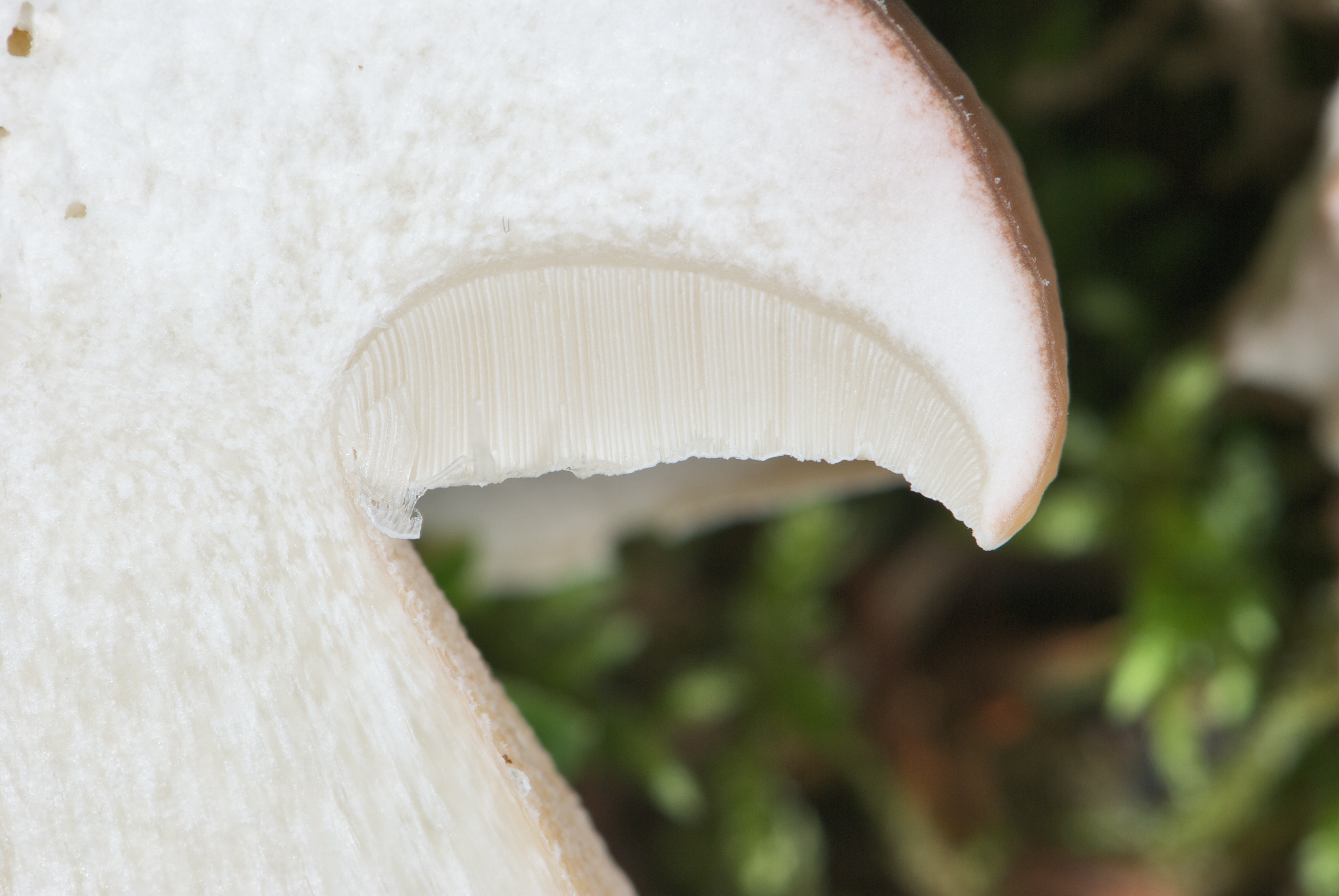
tubes adnexés
adné adhésion perpendiculaire
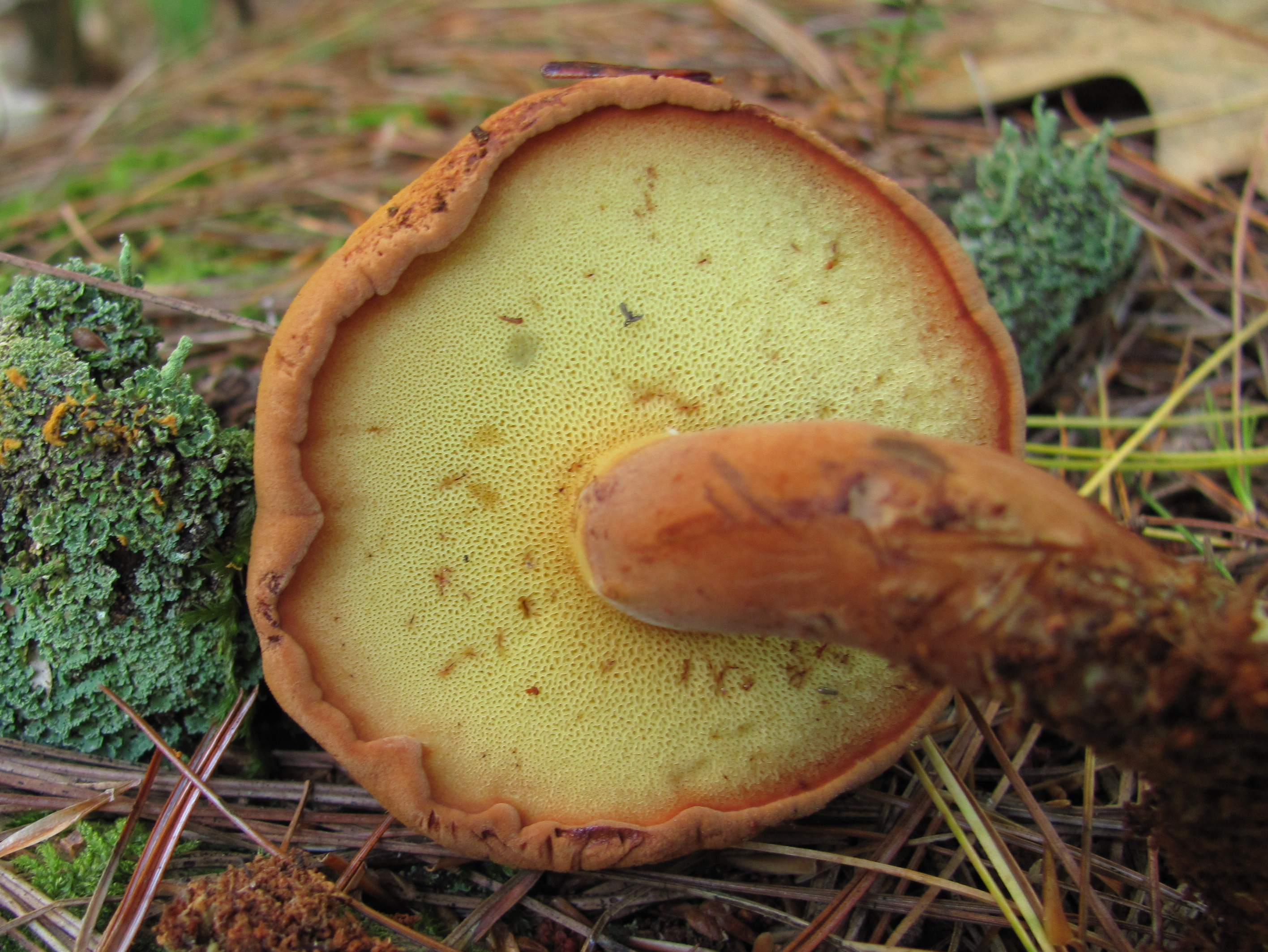
tubes adnés
sécédent
émarginé ou échancré
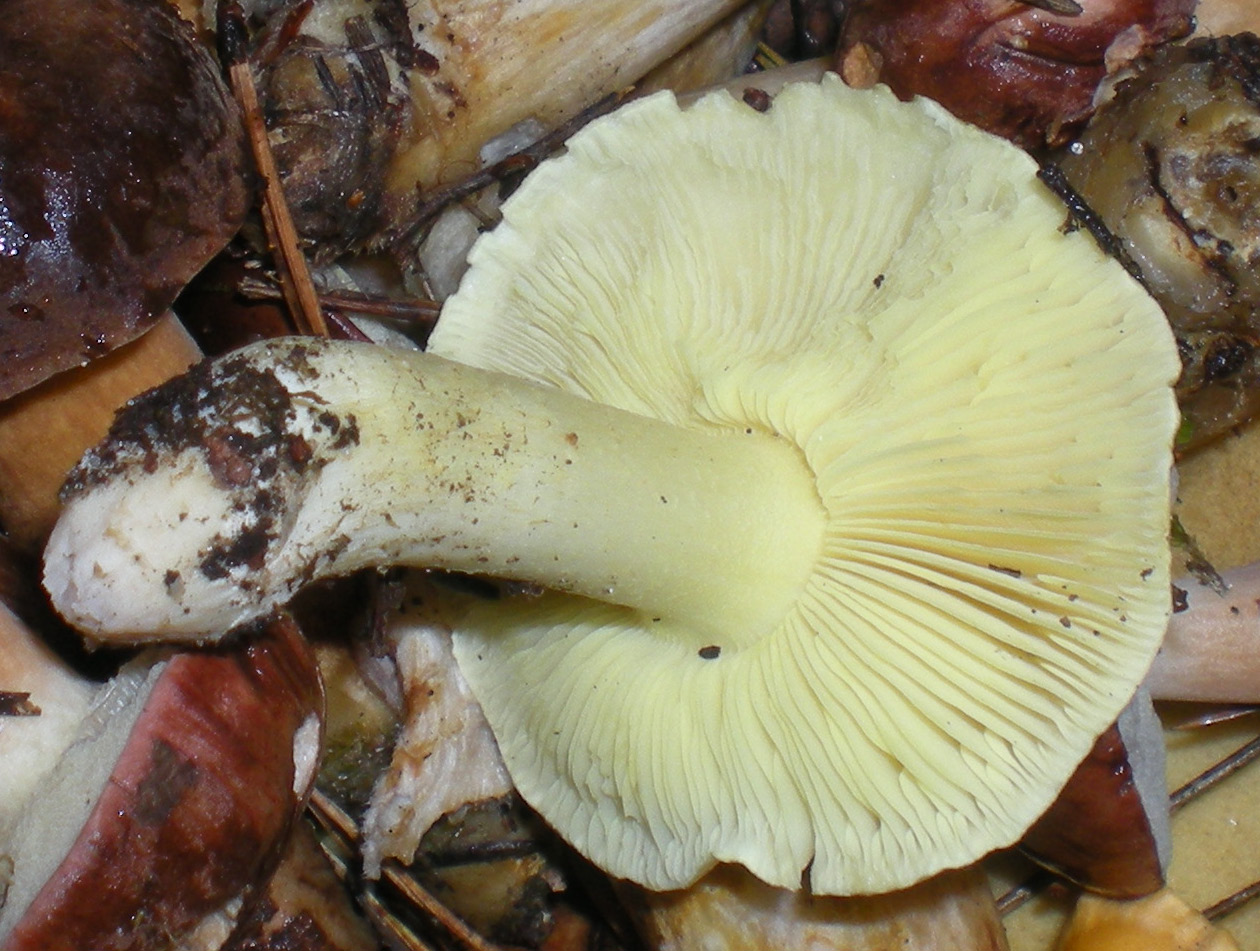
lames émarginées
sinué
subdécurrent descendent peu le long du pied
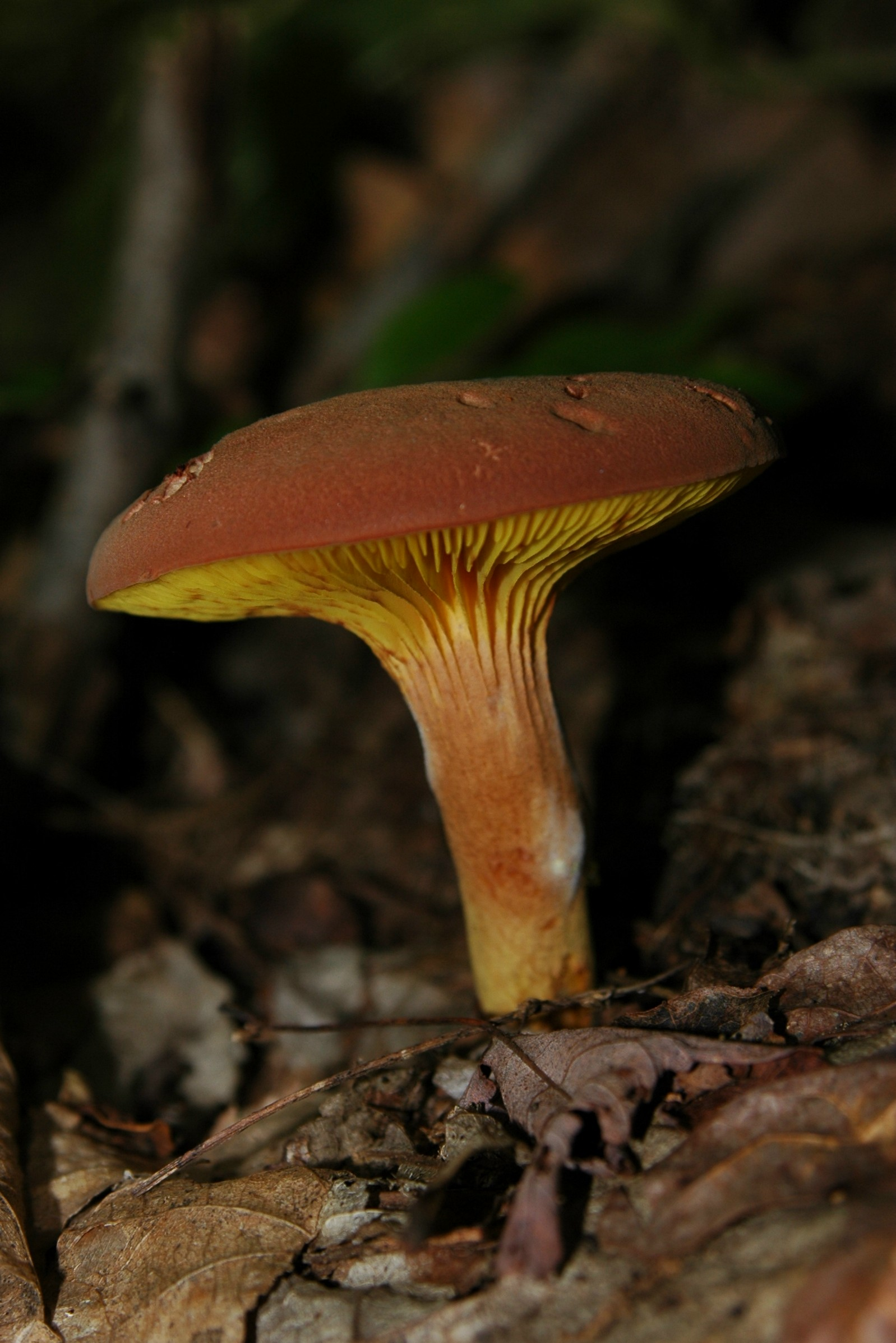
lames subdécurrentes
décurrent descendent le long du pied
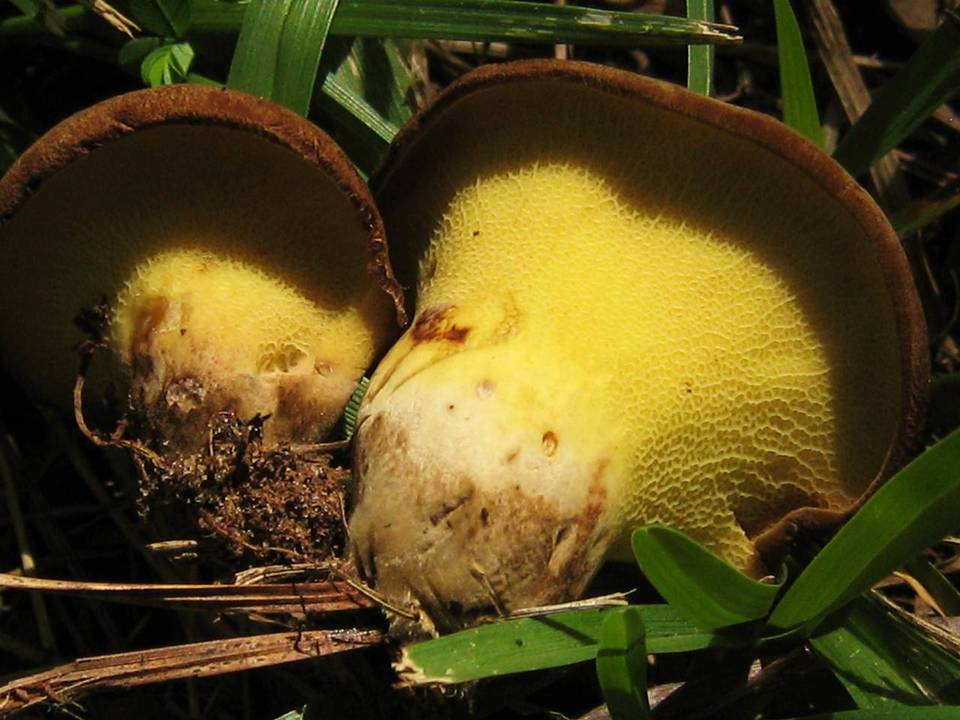
plis décurrent le long du pied

## Changement de couleur
Sous l'action d'une blessure ou lors d'une coupe la chair et les tubes du champignon peuvent changer et passer du jaune au bleu en quelques secondes, ceci dû à l'oxydation. C'est une caractéristique que l'on retrouve chez certains bolets. Elle n'a rien à voir avec la comestibilité. A contrario, certains champignons ne présentent aucune modification de leur chair : ils sont dits immuables.
Exemple de cyanescence, nigrescence, immuabilité

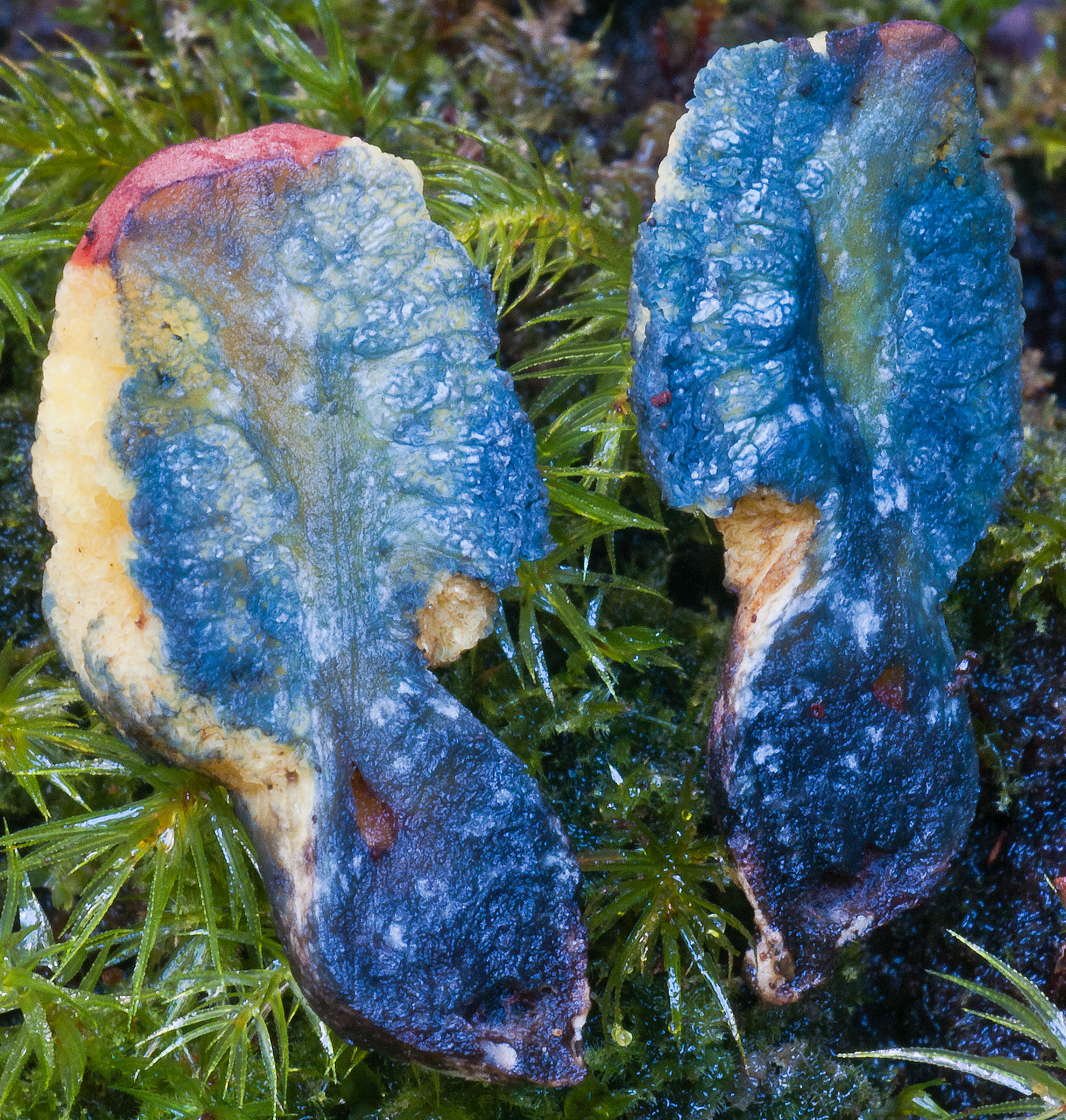
Forte cyanescence chez Gymnogaster
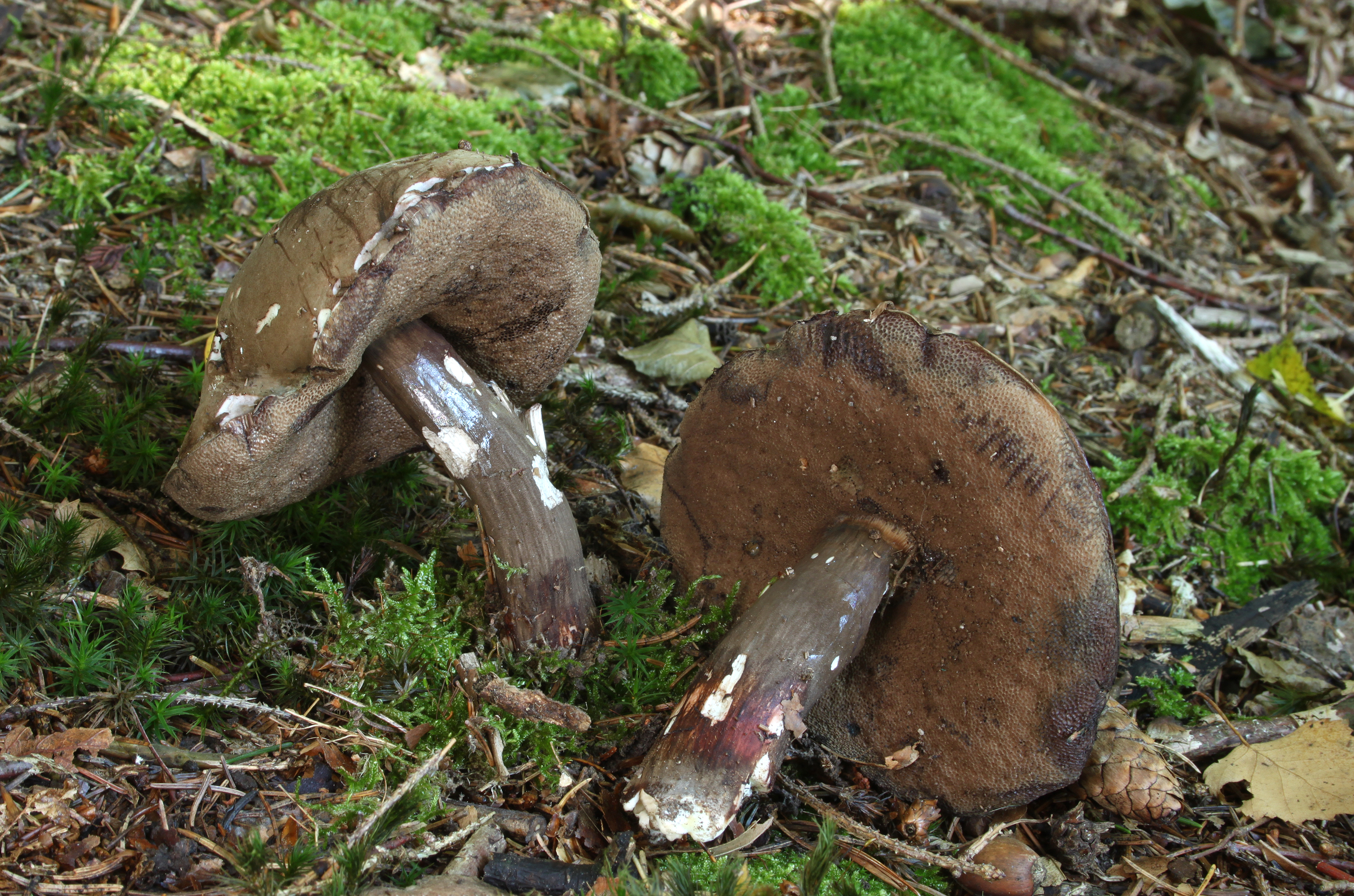
Nigrescence chez Porphyrellus
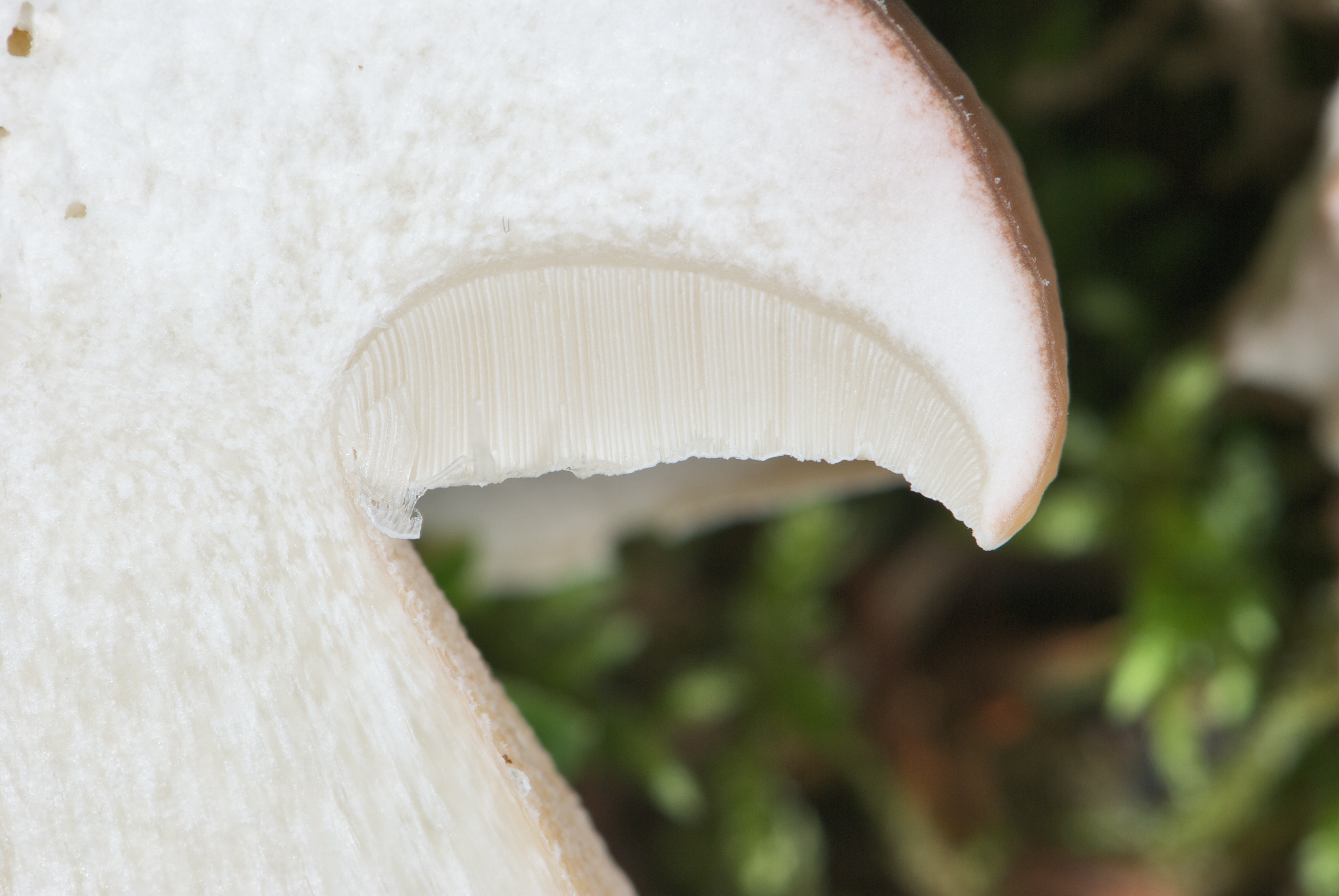
Chair immuable Boletus edulis
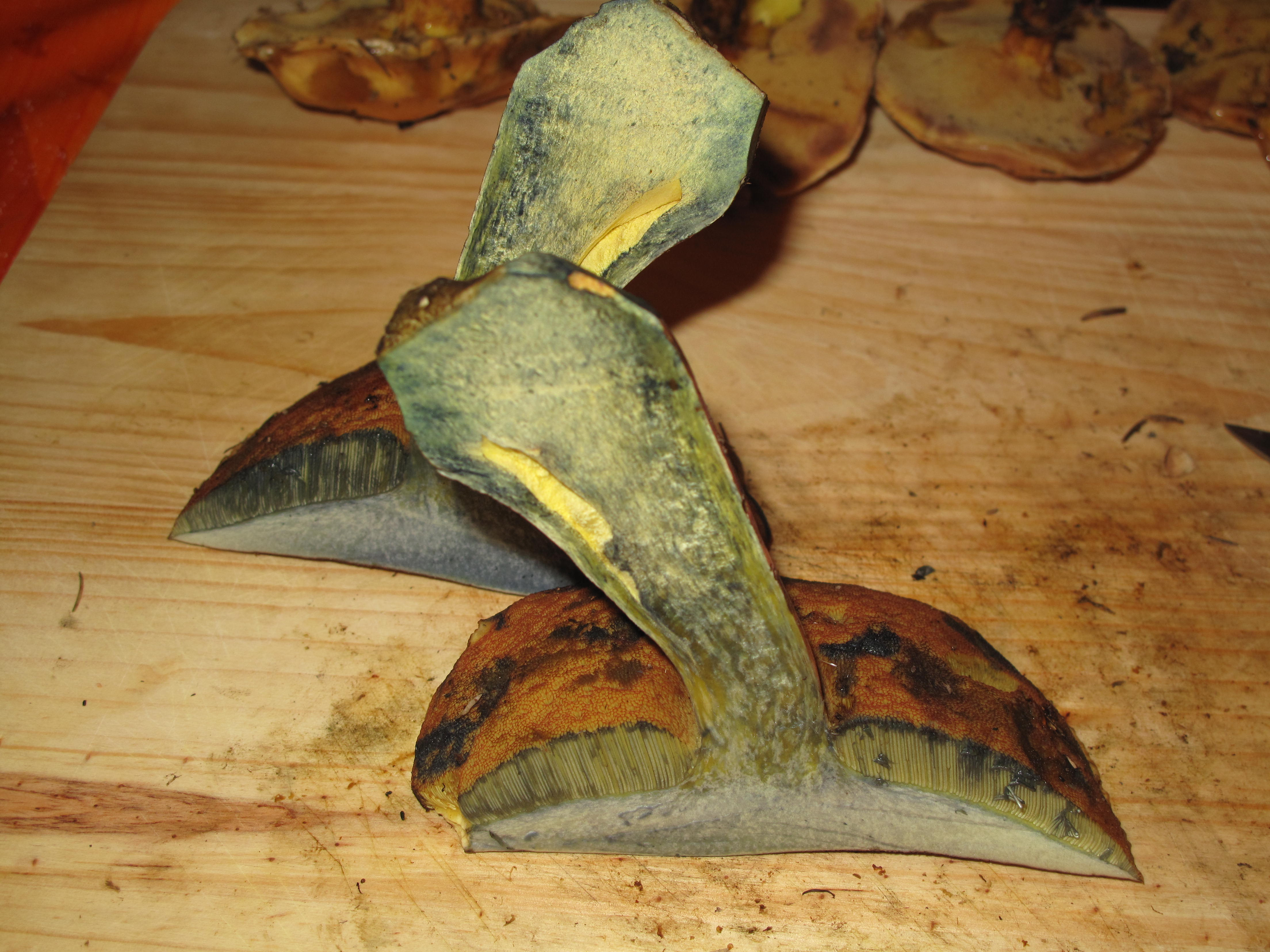
Chair cyanescente Boletus erythropus